# Fudōshin

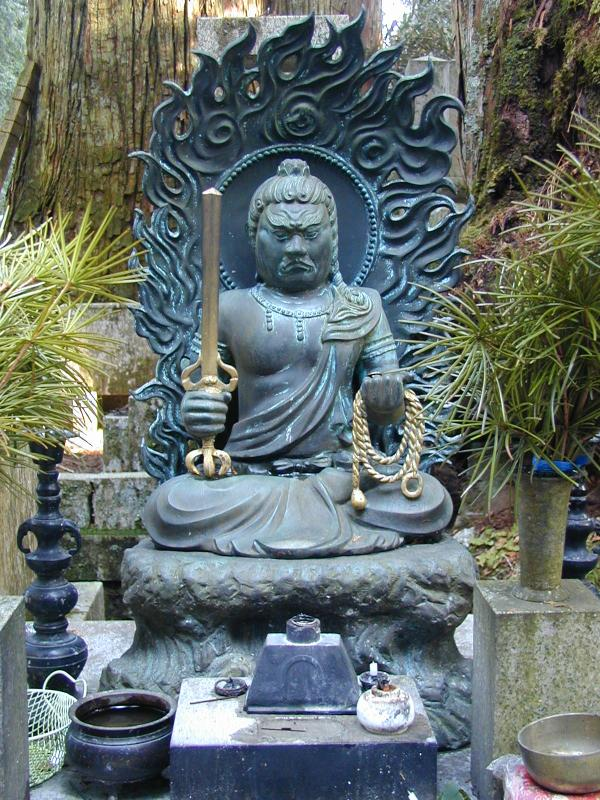

Fudōshin (en japonais : 不動心) est un état d'équanimité ou d'imperturbabilité (littéralement et métaphoriquement : "esprit immuable", "cœur immobile" ). C'est une dimension philosophique des arts martiaux japonais qui contribue à l'efficacité d'un pratiquant expérimenté. 
Fudo myōō est présent dans le bouddhisme Shingon en tant que divinité gardienne (et patron des arts martiaux) représenté comme portant une épée dans sa main droite (pour "couper" les délires et l'ignorance) et une corde dans sa gauche (pour entraver "les forces du mal" et les passions ou émotions violentes et incontrôlées). Malgré une apparence redoutable, sa bienveillance et son caractère serviable vis-à-vis de chaque être vivant sont symbolisés par une coiffure traditionnellement associée à la classe des serviteurs. 

## Voir également
- Arts martiaux
- Bushido
- Mushin (état mental)
- Zanshin
- Shoshin
- Religions du Japon